# Jerzy Güttler
Jerzy Güttler (ur. 25 stycznia 1904 we Lwowie, zm. 19 stycznia 1952) – polski muzealnik, konserwator zabytków.

## Życiorys
Urodził się w 1904. W latach 1924–1927 odbył studia na Wydziale Humanistycznym Uniwersytetu Jana Kazimierza we Lwowie. Doktoryzował się w 1932 na podstawie pracy Witraże Stanisława Wyspiańskiego w kościele oo. franciszkanów w Krakowie. Podjął pracę muzealnika. Był asystentem, a następnie kustoszem Galerii Obrazów miasta Lwowa.
Po zakończeniu II wojny światowej opuścił Lwów, w 1945 został dyrektorem organizowanego Muzeum Miejskiego w Gdańsku. 1 października 1946 objął funkcję wojewódzkiego konserwatora zabytków we Wrocławiu. Funkcję tę łączył od 28 marca 1947 ze stanowiskiem dyrektora Muzeum Śląskiego we Wrocławiu, doprowadził do otwarcia muzeum dla publiczności w 1948. W 1951 zrezygnował z funkcji wojewódzkiego konserwatora zabytków i poświęcił się wyłącznie pracy w Muzeum Śląskim. Należał do Stowarzyszenia Historyków Sztuki. Zmarł w czasie podróży służbowej do Warszawy 19 stycznia 1952.
Postanowieniem prezydenta Bolesława Bieruta z 22 stycznia 1952 został pośmiertnie odznaczony Złotym Krzyżem Zasługi za wybitne zasługi w pracy zawodowej.

## Publikacje
- W dniu wawelskiego hołdu 28.VI.1927 (1927)
- Stanisław Wyspiański 1869-1907. Obrazy i rysunki ze zbiorów lwowskich. Wystawa urządzona ku uczczeniu 25-tej rocznicy zgonu artysty, listopad-grudzień 1932 roku (1932)
- Sto lat malarstwa lwowskiego 1790–1890. Katalog (1937)
- Obrazy i rysunki Jana Matejki ze zbiorów lwowskich. Katalog wystawy (Galeria Narodowa Miasta Lwowa) Lwów, grudzień 1938 – styczeń 1939 (1938)
- Wystawa współczesnych artystów lwowskich, Instytut Propagandy Sztuki, Warszawa, marzec 1939 (1932)
- O twórczości plastycznej Wyspiańskiego (1957)